# Acronicta suigensis
Acronicta suigensis är en fjärilsart som beskrevs av Matsumura 1926. Acronicta suigensis ingår i släktet Acronicta och familjen nattflyn. Inga underarter finns listade i Catalogue of Life.